# Chiesa di San Pietro Apostolo (Sindia)
La chiesa di San Pietro Apostolo è la seconda chiesa più antica di Sindia, in Sardegna ed è posta a poche centinaia di metri dalla Chiesa abbaziale del Rosario e a pochissimi metri dalla cappella di Santa Croce a Sindia inglobata nell'asilo parrocchiale.
Fu probabilmente creata da maestranze cistercensi tra il 1150 e il 1160 operanti nella Chiesa di Nostra Signora di Corte ed è assimilata alla chiesa di San Lorenzo a Silanus con cui probabilmente condivise tecniche costruttive e anche le funzioni, tuttavia non ci sono documenti o fonti certe al riguardo.
Molti storici pensano che le chiese di S.Pietro a Sindia, San Lorenzo a Silanus, di Santa Maria Salvada e Santa Maria Caraveta in territorio di Bosa e di Sant'Ippolito (località Sirone) in territorio di Suni, fossero "dipendenti" della Chiesa di Nostra Signora di Corte.
La chiesa, costruita in conci di pietra vulcanica, dispone di una navata unica e presenta una volta a botte con l'abside orientata a nord est e una facciata semplice con un portale sovrastato da un arco a sesto rialzato. Sulla sommità del tetto spiovente si trova un piccolo campanile a vela.